# 大窝弗谢沃洛德
弗谢沃洛德三世·尤里耶维奇"大窝"（1154年—1212年），古罗斯王公。他曾是基辅大公（1171年—1173年）和弗拉基米尔大公（1176年—1212年）。他的统治时期是弗拉基米尔作为罗斯的领袖城市最强盛的时期。

## 早年生活
弗谢沃洛德·尤里耶维奇是苏兹达尔王公尤里·多尔戈鲁基的第十一或第十二个孩子，教名为德米特里。他因为子女众多（8男4女）而获得“大窝”的外号。他的父亲为了庆祝他的出生而建立了德米特罗夫这座城市。19世纪的俄罗斯历史学家卡拉姆辛提到，弗谢沃洛德的母亲海伦是一位拜占庭公主。在尤里·多尔戈鲁基去世后，弗谢沃洛德与其母及其他兄弟都遭长兄弗拉基米尔大公安德烈·博戈柳布斯基驱逐。其母携诸子移居帝都君士坦丁堡，投奔亲属曼努埃尔一世皇帝。弗谢沃洛德在科穆宁王朝的宫廷里度过了童年。后来大约是在1170年，弗谢沃洛德·尤里耶维奇从拜占庭返回了罗斯。

## 他的统治

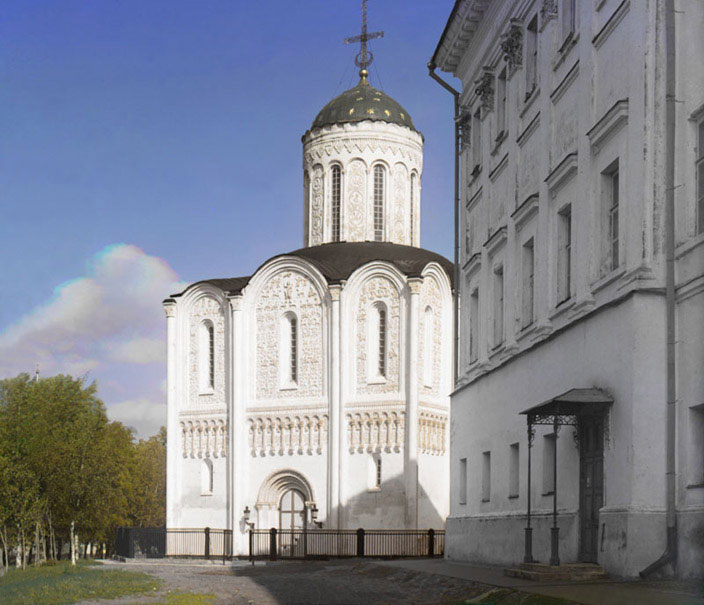
圣德米特里教堂，弗谢沃洛德·尤里耶维奇的宫廷教堂

1171年（一说1173年），弗谢沃洛德在封建混战中短暂地被扶上已失去重要性的基辅大公的宝座，但不到一年就被两位斯摩棱斯克的王公推翻，在交付赎金之后才获释。在安德烈·博戈柳布斯基被刺杀后，弗谢沃洛德·尤里耶维奇支持其兄米哈伊尔·尤里耶维奇与罗斯托夫和苏兹达尔的大贵族进行斗争，帮助后者登上了弗拉基米尔大公的公位。1176年米哈伊尔去世，弗谢沃洛德·尤里耶维奇顺利地获得了对弗拉基米尔的统治权。他迅速地制服了不顺从的贵族，并对伏尔加河沿岸的保加利亚人进行了远征。在残酷的封建斗争中，弗谢沃洛德·尤里耶维奇打败了企图夺取弗拉基米尔大公宝座的其他王公和罗斯托夫的地方贵族，并没收了他们的财产；通过利用诺夫哥罗德的内部矛盾，他也控制了这个罗斯最重要的商业城市，把自己的一个傀儡安插到那里当王公。与这些激烈手段相伴随的还有政治联姻的举动：弗谢沃洛德·尤里耶维奇把自己的女儿嫁给有势力的切尔尼戈夫和基辅的公爵。
弗谢沃洛德对于反抗他的权威的人很少有什么怜悯。1180年和1187年对梁赞的两次讨伐都是为了惩罚挑战他的梁赞王公；他把对方赶出了梁赞领地。1207年，他把梁赞和别尔哥罗德夷为平地。通过这些军事行动，弗谢沃洛德在罗斯树立了不容置疑的权威。基辅和切尔尼戈夫的王公已在事实上听命于他。1190年，他又把领地相距遥远的加利奇公爵弗拉基米尔·雅罗斯拉维奇也作为自己的臣属。
在弗谢沃洛德·尤里耶维奇统治时期，弗拉基米尔作为罗斯中心城市的地位得到进一步增强。在他在位后期基本不再关注基辅，而把全部精力用于经营弗拉基米尔。1180年代对保加利亚人和摩尔多瓦人的征讨使得弗拉基米尔公国的领土大为扩展。对文化的关心使公国尤其是其首都弗拉基米尔呈现一片繁荣；大公并且主持编纂了几部编年史。弗谢沃洛德·尤里耶维奇在弗拉基米尔大兴土木，一些辉煌壮丽的宗教建筑耸立起来：1185年—1189年扩建了弗拉基米尔圣母升天大教堂；1197年建成圣德米特里大教堂，该教堂是为了纪念大公的主保圣人圣德米特里而修建的。弗谢沃洛德的奥塞梯血统的妻子玛丽亚是一位虔诚的基督教徒，她致力于布施并且建立了几座女修道院。玛丽亚后来被俄罗斯东正教会尊为圣人。
弗谢沃洛德·尤里耶维奇去世后安葬于圣母升天大教堂。
在俄罗斯的英雄史诗伊戈尔远征记（据信是编写于弗谢沃洛德执政时期）中，描写了弗谢沃洛德统治下的弗拉基米尔的繁荣景象。史诗的作者显然认为，弗谢沃洛德在位时期是弗拉基米尔的“黄金时代”。他饱含感情地写到：弗谢沃洛德大公能够“头盔舀尽顿河水，木桨击干伏尔加”。

## 弗谢沃洛德·尤里耶维奇的8个儿子
- 康斯坦丁·弗谢沃洛多维奇，弗拉基米尔大公
- 鲍里斯·弗谢沃洛多维奇(早夭)
- 尤里二世·弗谢沃洛多维奇，弗拉基米尔大公
- 雅罗斯拉夫二世·弗谢沃洛多维奇，弗拉基米尔大公
- 弗拉基米尔·弗谢沃洛多维奇，佩列亚斯拉夫王公
- 斯维亚托斯拉夫·弗谢沃洛多维奇，弗拉基米尔大公
- 格列布·弗谢沃洛多维奇
- 约翰·弗谢沃洛多维奇，斯塔罗杜布王公

## 资料来源
- 苏联历史大百科全书·人物卷，1966

| 大窝弗谢沃洛德 留里克王朝出生于：1154年逝世於：1212年 | 大窝弗谢沃洛德 留里克王朝出生于：1154年逝世於：1212年 | 大窝弗谢沃洛德 留里克王朝出生于：1154年逝世於：1212年 |
| 統治者頭銜                                            | 統治者頭銜                                            | 統治者頭銜                                            |
| ----------------------------------------------------- | ----------------------------------------------------- | ----------------------------------------------------- |
| 前任： 羅曼·羅斯季斯拉維奇                            | 基輔大公 1171年－1173年                               | 繼任： 留里克·羅斯季斯拉維奇                          |
| 前任： 米哈伊爾·尤里耶維奇                            | 弗拉基米爾大公 1176年－1212年                         | 繼任： 尤里·弗謝沃洛多維奇                            |